# Seeley
Seeley fou la marca de les motocicletes que fabricà entre 1966 i 1979 a Belvedere (al sud-est de Londres) Colin Seeley, un antic comerciant i pilot de motociclisme anglès. La seva empresa s'anomenà inicialment Colin Seeley Ltd., més tard Colin Seeley Racing Developments Ltd. i, finalment, Seeley Frames Ltd. Les Seeley eren motocicletes de velocitat que duien bastidors construïts artesanalment i motors d'altres fabricants, inicialment de les marques AJS i Matchless i, més tard, d'altres. L'empresa va produir també motos de carretera esportives i de trial.

## Història

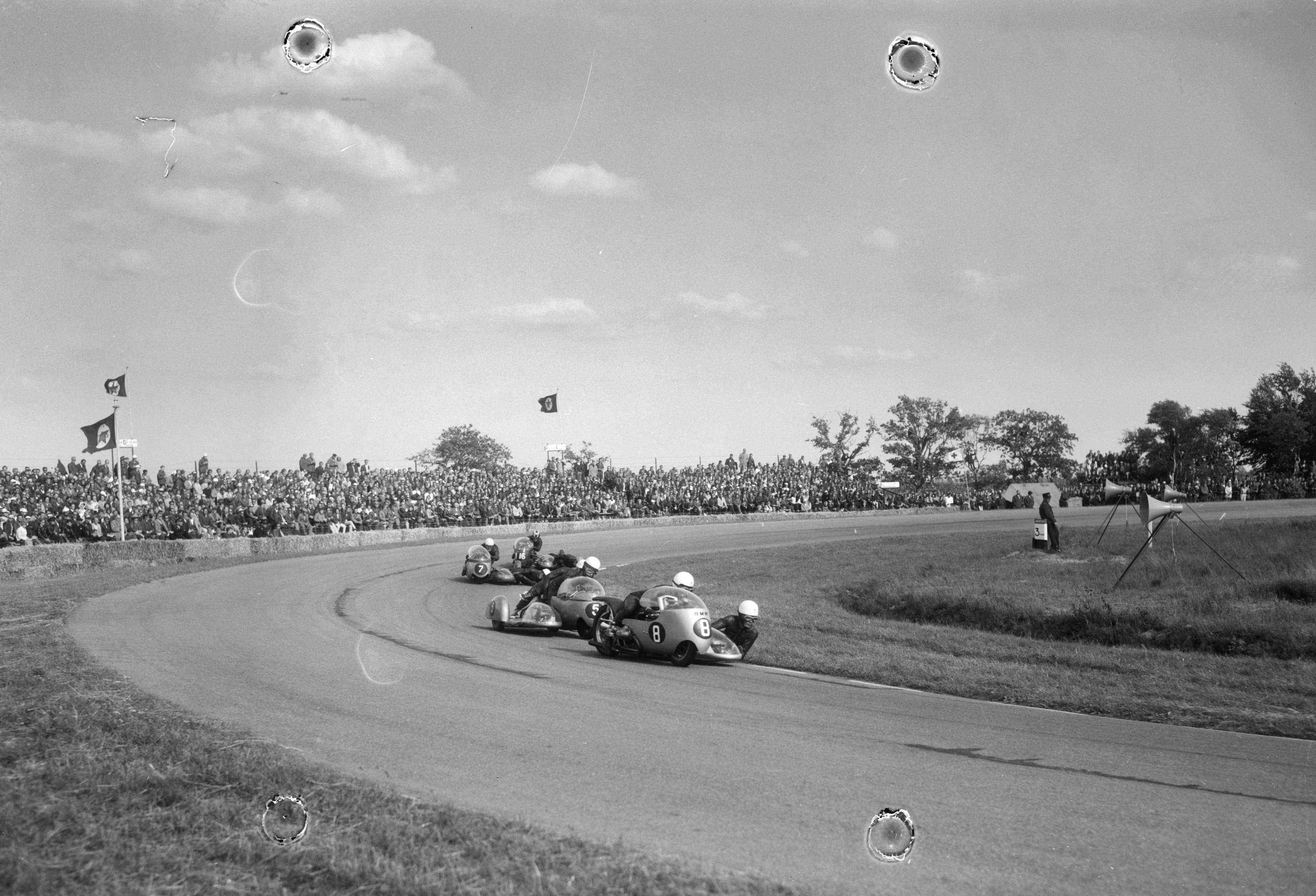
Colin Seeley pilotant el sidecar BMW núm. 8 al Dutch TT de

Nascut a Crayford, Kent, Colin Jordan Seeley (1936-2020) va debutar en competició el 1954 a Brands Hatch. Especialitzat en sidecars, en va seguir els campionats britànic i mundial entre 1961 i 1967. Un cop retirat de les competicions, va concentrar els seus esforços a dissenyar i construir motocicletes de competició.

### Primer prototip
Després d'experimentar durant els mesos d'hivern, a començaments de 1966 Seeley va presentar el seu primer prototip de motocicleta, amb un bastidor construït a partir de tubs Reynolds 531 i un motor monocilíndric Matchless G50 de 500 cc. El bastidor era 4 kg més lleuger que un de G50 estàndard i la moto duia diversos components de la Norton Manx, com ara les forquilles anteriors, la suspensió posterior (basculant i amortidors) i la boixa posterior cònica. El fre anterior, de doble cara i 20 cm de diàmetre, era obra de l'enginyer Eddie Robinson i Seeley el va vendre posteriorment per separat. Els bastidors que es van portar finalment a producció duien un basculant fabricat per Seeley i, pel que fa al motor, els clients podien triar entre caixes de canvis de quatre, cinc o sis velocitats.
El conegut pilot Derek Minter va provar la moto en un circuit que tant ell com Colin Seeley coneixien bé, Brands Hatch, i en va descriure la direcció com a «la millor que havia provat mai», alhora que qualificava el fre anterior com a millor que l'Oldani que emprava normalment a les seves Norton Manx.
Quan AMC va deixar de vendre models de curses el 1963 a causa de problemes financers, tot i que els recanvis encara estaven disponibles, els motors romanents esdevingueren obsolets. Atès que no hi havia fabricants que produïssin noves motocicletes de competició de 350 i 500 cc per a pilots privats, tret d'una Aermacchi de 350 cc, van aparèixer dubtes sobre la sostenibilitat dels motors de competició AMC existents i alguns preparadors van decidir recórrer al desenvolupament de motors de sèrie de carretera, com ara el de la Triumph Tiger 100 que duia la Monard de bastidor de compòsit lleuger creada per Geoff Monty i Allen Dudley-Ward, el DWS 500 de creació pròpia dels mateixos Dudley i Ward (un Triumph Norton) i el Triumph de doble carburador de Brian Bennett. Tot i que no es pretenia que fossin plenament competitius enfront dels motors de curses OHC d'AMC, eren l'opció inicial més barata per a un pilot privat.
A finals de 1966, Seeley va comprar tots els utillatges per a la fabricació de motors i recanvis per a les seves motocicletes de curses AJS, Matchless i Norton. La disponibilitat dels motors AJS 7R i Matchless G50 estava assegurada i Seeley no va haver de considerar la fabricació de les peces de la part cicle AJS i Matchless. L'apartat de recanvis de Norton Manx va ser venut a l'antic pilot de sidecars John Tickle el 1969 i va tornar a canviar de mans dues vegades el 1994.

### Producció

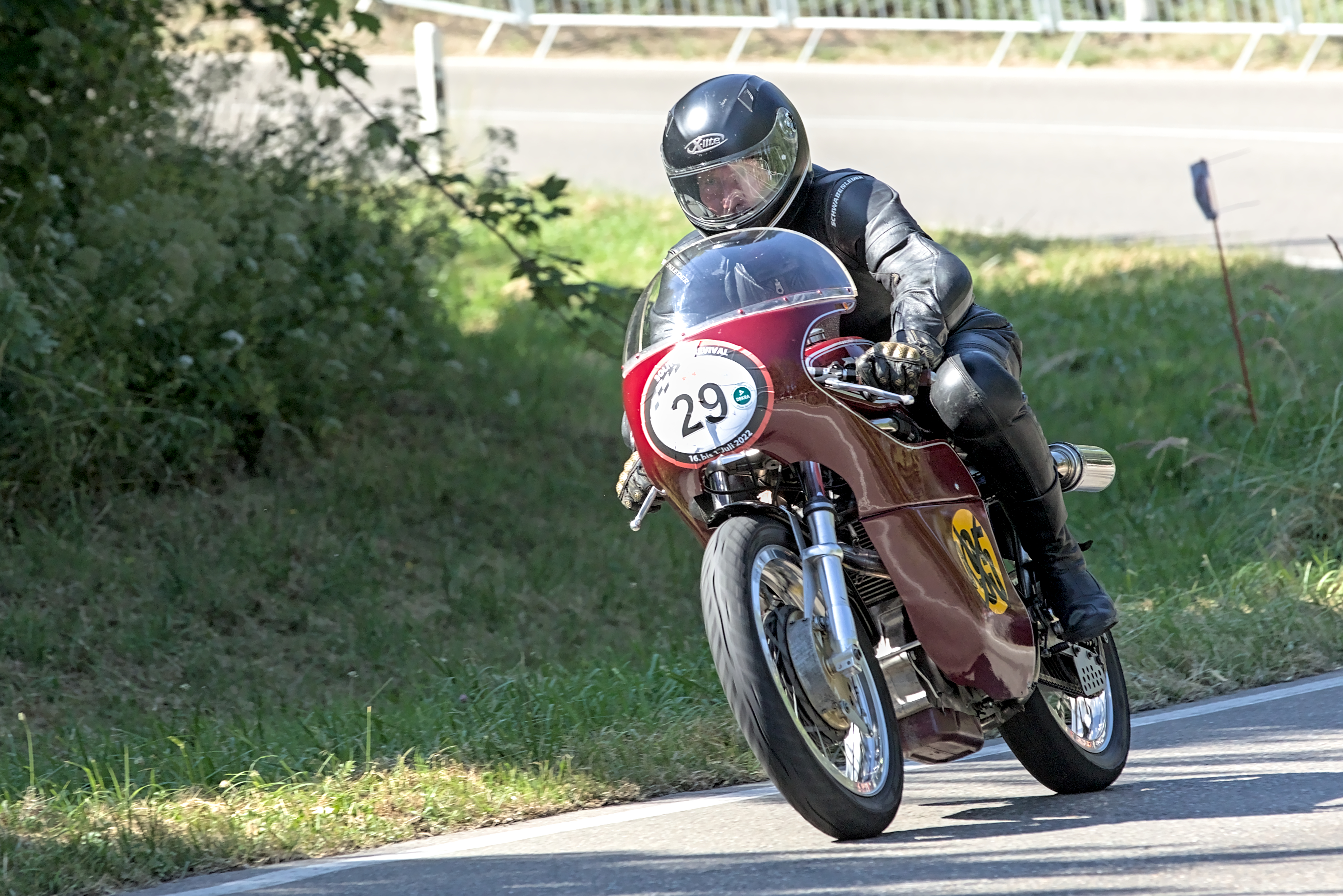
Un pilot amb una Seeley Matchless G50 de 1967 en un "revival" el 2022

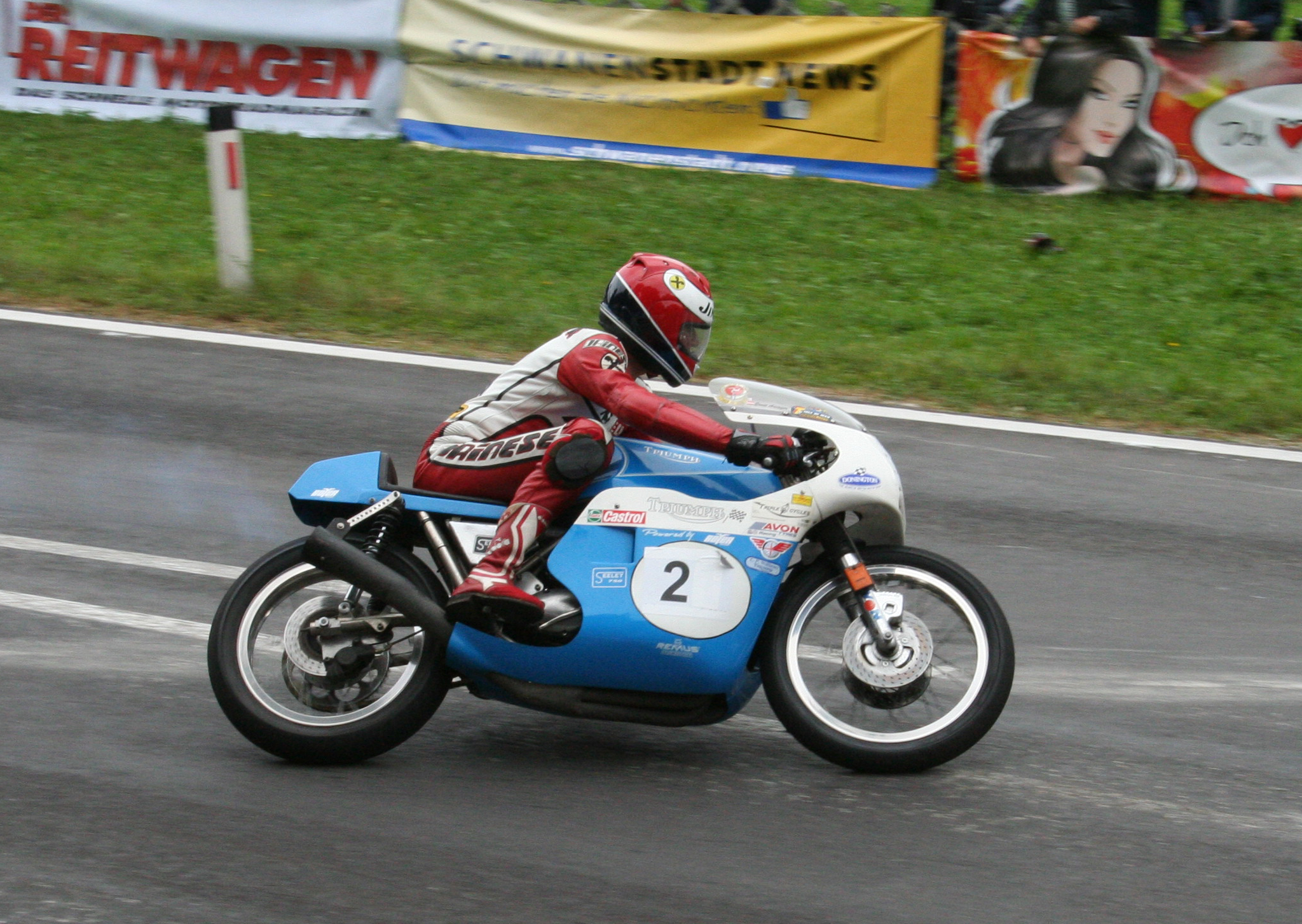
August Auinger amb una Seeley Triumph 750 de 1969 en una cursa "vintage" el 2016

La producció va començar el juliol de 1966 i la primera unitat de G50 500cc la va comprar el pilot suís Ernst Weiss. David Dixon va provar en circuit per a la revista Motor Cycle la versió amb motor AJS 7R de 350 cc, malgrat que el xassís, preparat per a Derek Minter (més petit que Dixon) no era el més apropiat per a ell. Tot i així, Dixon va dir que la motocicleta, equipada amb una caixa de canvis Schafleitner de sis velocitats, era la 7R més suau que havia pilotat mai. Dixon també va reportar que hi havia dues opcions de caixa de canvis: quatre o sis velocitats, amb un cost addicional. El mateix David Dixon va informar el novembre de 1966 que Seeley «esperava augmentar la producció de les seves Seeley AJS de 349 cc i Matchless de 549 cc de cara al 1967. Com sempre, es vendran com a motos completes a punt per a competir». En aquella època, Colin Seeley va ser nomenat distribuïdor dels tubs de bastidor Reynolds 531.
Aviat, Seeley va començar a idear bastidors per a altres motors. L'URS tetracilíndric de 500cc de Gran Premi de 1967 el va pilotar inicialment John Blanchard, però el seu xassís Seeley (proporcionat per Colin Seeley Race Developments) va tenir problemes, entre altres coses, després del canvi del fre anterior Seeley per un dels germans Rickman, cosa que va fer que Colin Seeley confisqués el seu xassís (tret del fre canviat) i arran d'això, l'equip de Helmut Fath (també amb URS) va fer servir un bastidor de Rickman Métisse a partir de 1968, una moto reeixida que pilotà l'alemany Karl Hoppe. Més tard, Colin Seeley va posar a la venda el seu bastidor i el va comprar finalment Blanchard, qui amb un motor Fath/URS de recanvi va poder crear una motocicleta completa.
El 1968, Seeley va desenvolupar bastidors de curses per al motor de dos temps bicilíndric de 250 cc QUB, seguit pel QUB de dos temps monocilíndric de 500 cc, tots dos concebuts pel Dr. Gordon Blair a la Queen's University Belfast (d'aquí el seu nom).
Altres motors que va fer servir Seeley varen ser els Yamaha, amb els quals va crear la Yamsel, una moto que pilotà amb èxit John Cooper, i més tard els bicilíndrics Norton. El 1971, Seeley va desenvolupar una motocicleta de carrer esportiva basada en el motor Matchless G50, a la qual anomenà Seeley Condor.
Al tombant de la dècada del 1960, quan gairebé tots els principals fabricants de motocicletes s'havien retirat dels Grans Premis, el xassís dissenyat per Seeley es va convertir en la motocicleta de competició triada pels pilots privats de l'època. John Cooper va guanyar la cursa de 500cc al North West 200 de 1968, mentre que Brian Ball va acabar segon darrere de Giacomo Agostini al Senior TT de 1968, tots dos pilots amb una Seeley-Matchless. A la North West 200 de 1969, John Blanchard i Brian Steenson van quedar primer i segon als 500cc a bord de motocicletes dissenyades per Seeley. Al TT de l'illa de Man de 1969, Seeley va col·locar quatre de les seves motos entre els deu primers a la cursa Senior TT (en tercer, quart, sisè i setè lloc). El seu millor resultat com a constructor va arribar l'any 1970 quan Tommy Robb va aconseguir amb una de les seves motos el quart lloc final al campionat del món de 500cc. Seeley va fer servir més tard altres motors japonesos als seus xassissos, especialment el Hi-Tac Suzuki T500 que va preparar per a Barry Sheene el 1971. Sheene va guanyar amb aquella moto el campionat britànic i va declarar que era la motocicleta més maniobrable que havia pilotat mai.
Els dissenys de Seeley van tenir tant d'èxit en competició que l'anglès va obtenir gran prestigi i fou considerat un dels millors dissenyadors de bastidors de motos de l'època. A la dècada del 1970, Seeley va passar a les curses d'automobilisme quan Bernie Ecclestone el va contractar com a director general adjunt de desenvolupament de competició a Brabham. El 1986, Seeley treballà amb l'equip de Fórmula 1 de Brabham.

## Motocicletes de carretera i altres

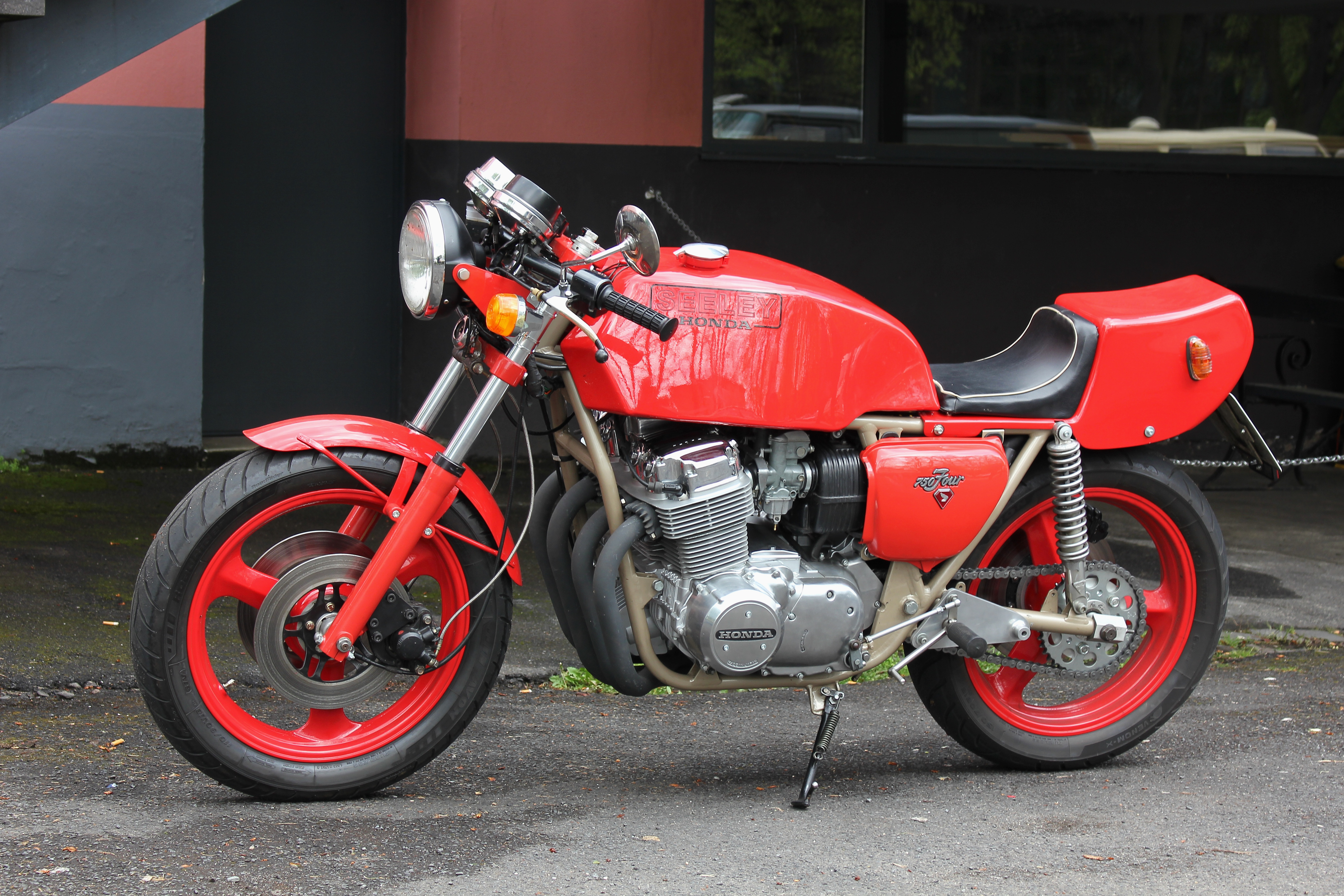
Una Honda Seeley de 1977

Després de la Condor, Seeley va produir a mitjans dels 70, sota el nom de Colin Seeley International, una altra motocicleta de carretera esportiva especial. Lleugera i d'un sol seient, duia el motor i les forquilles anteriors de l'Honda CB750 (750 cc SOHC) i els seus propis dipòsit de combustible, seient i tubs d'escapament. A més, el bastidor i el basculant estaven disponibles per separat com a kit per a constructors particulars que tinguessin el motor Honda 750 i els accessoris necessaris. Seeley va ser l'importador per al Regne Unit de les rodes de motocicleta d'alumini Lester, de fabricació nord-americana.
El 1977, Seeley va produir per a Honda una edició limitada de 150 motos esportives del tipus "Fórmula 1 TT" anomenades 'Phil Read Replica', basades en la CB750F2 amb accessoris de Seeley en els colors Honda britànics blau i vermell, seguides d'una versió actualitzada anomenada CB750SS el 1979, en blanc amb detalls vermells o blaus.
També el 1979, Seeley va produir una motocicleta de trial anomenada Seeley Honda TL200, una versió més petita de la moto de fàbrica de 360 cc que pilotava Rob Shepherd, basada en el motor XL185 amb xassís de tubs Reynolds 531, forquilles Marzocchi i amortidors posteriors Girling. Totes les unitats van ser construïdes a mà i, a causa dels seus volums de producció limitats, han esdevingut articles de col·leccionisme.
Seeley va desenvolupar altres línies de productes. Els seus carenats es reconeixien a l'instant per l'estil i els dos fars, igual que els silenciadors de recanvi en forma de megàfon amb llargs cons invertits que va anomenar Easy-Fit.
A mesura que les curses vintage guanyaven popularitat, les motocicletes de Seeley van experimentar una revifalla i van obtenir una victòria al Manx Grand Prix de 1988. Des d'aleshores, les Seeley han guanyat dotze vegades en categoria vintage en aquesta cursa.